# 김진화 (배우)
김진화(金珍和, 1960년 8월 10일~)는 대한민국의 배우이자 연극인 겸 영화인으로, 그는 1979년에 연극 《맹진사댁 여식 시집가는 날》에서의 단역(맹광식 역)을 통하여 연극배우로 처음 데뷔를 하였다. 
1979년 연극 《맹진사댁 여식 시집가는 날》에서의 단역을 통하여 연극배우로 첫 데뷔를 한 그는, 이듬해 1980년 영화 《창 밖의 여자》의 단역 출연을 통하여 영화배우로 데뷔하였으며 1984년 영화 《병사는 돌아왔는가》의 단역으로써 두 번째로 영화에 출연하였고 이후 연극배우와 영화배우로 활동하다가 1988년 영화 《칠수와 만수》의 단역 출연으로 일약 유명해졌다.
이후 TV 드라마에도 종종 다수 출연하였으며, 다른 한편으로는 1993년 영화 《아침이 오면 그대 이름으로》에 조연하였다.
정명환 배우하고는 경기안양영화예고 동과(연극영화과)의 동기 동창이기도 하고, 김동수 배우한테는 동교 동과(경기안양영화예고 연극영화과)의 10년 직속 선배가 된다.

## 출연 작품

### 연극
- 1979년 《맹진사댁 여식 시집가는 날》 ... 맹진사의 사촌 동생 맹병학의 아들 맹광식 역(단역)
- 1986년 《자유여인 윤심덕》 ... 금동 김동인 역(단역)
- 1990년 《백야 김좌진 장군》 ... 나석주 역(조연)
- 1997년 《춘사 나운규의 조선 아리랑》 ... 금원 윤봉춘 역(주연)
- 2001년 《세종대왕》 ... 조선 세종대왕 이도 역(주인공)

### 영화
- 1980년 《창 밖의 여자》
- 1984년 《병사는 돌아왔는가》
- 1988년 《칠수와 만수》
- 1989년 《쫄병수첩》
- 1993년 《아침이 오면 그대 이름으로》

### 텔레비전 드라마
- 1986년 MBC 드라마 《조선왕조 오백년 - 회천문》
- 1989년 KBS 드라마 《울밑에 선 봉선화》
- 1991년 KBS 드라마 《TV 손자병법》
- 1991년 SBS 드라마 《유심초》
- 1993년 SBS 시트콤 《오박사네 사람들》
- 1993년 MBC 드라마 《제3공화국》
- 1994년 EBS 드라마 《언제나 푸른마음》
- 1995년 SBS 드라마 《아스팔트 사나이》
- 1995년 MBC 드라마 《제4공화국》
- 1995년 MBC 시트콤 《두 아빠》
- 1997년 KBS 드라마 《파랑새는 있다》
- 2002년 EBS 드라마 《역사탐구 과거와의 대화》
- 2003년 SBS 드라마 《올인》
- 2003년 EBS 드라마 《TV로 보는 원작동화》
- 2003년 EBS 드라마 《역사극장》

### 라디오 프로그램
- 2015년 EBS FM 《EBS 책 읽는 라디오 낭독 시리즈》